# 大美健二
大美 健二（おおみ けんじ、1969年2月10日 - ）は、愛知県岡崎市出身の元プロ野球選手（投手）。

## 来歴・人物
岡崎工業高では3年春の県大会で享栄高の近藤真一と投げ合い完投勝ちした実績を持つ。
1986年のプロ野球ドラフト会議でロッテオリオンズから6位指名を受け入団。
一軍出場が無いまま、1990年限りで現役を引退した。

## 詳細情報

### 年度別投手成績
- 一軍公式戦出場なし

### 背番号
- 63 （1987年 - 1990年）